# Haus Birkhof

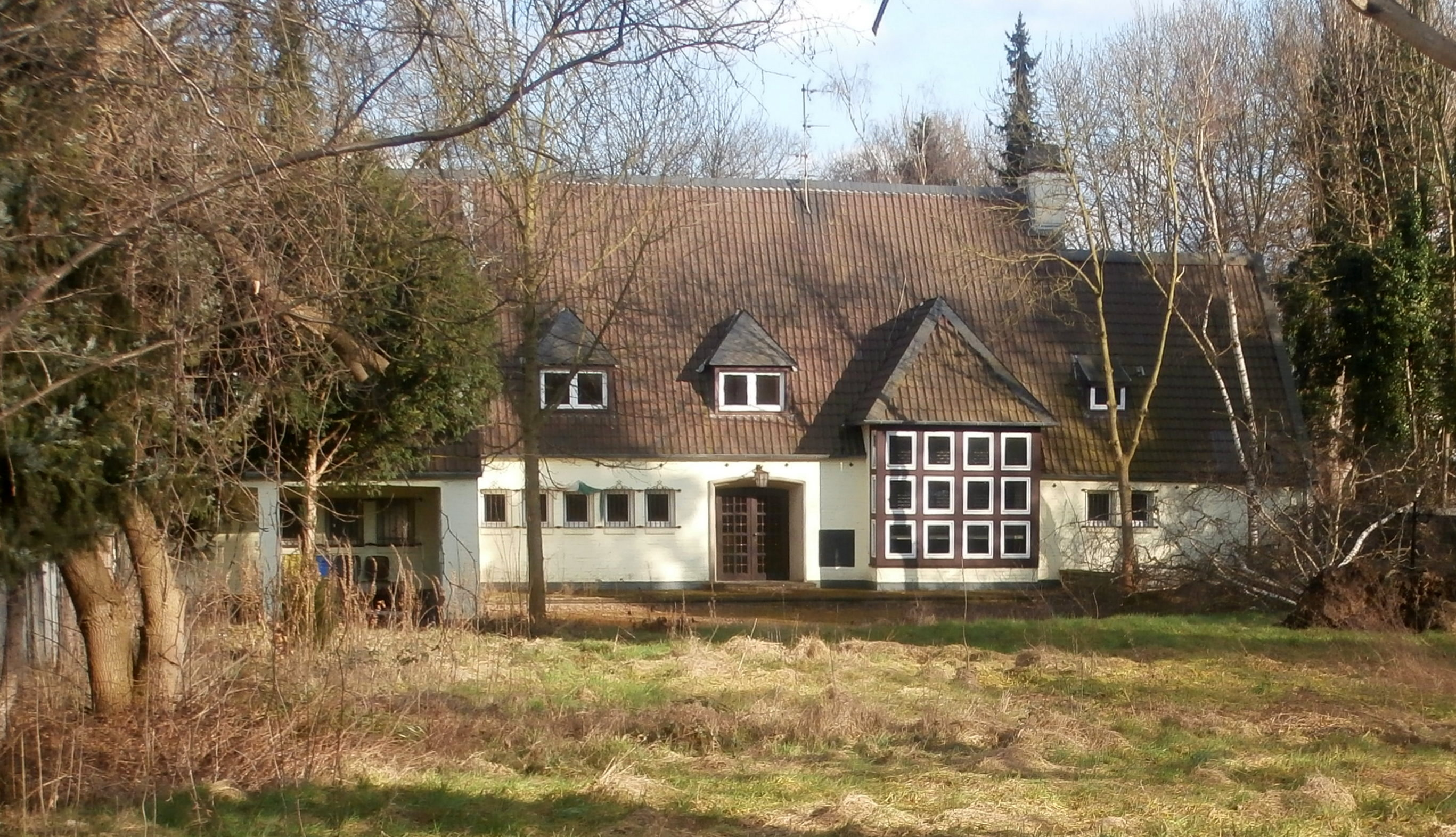
Haus Birkhof, Bonner Landstraße 119 (2015)

Das Haus Birkhof war eine Villa im Kölner Stadtteil Hahnwald, die 1935/36 errichtet wurde. Sie lag an der Bonner Landstraße (Hausnummer 119) unmittelbar östlich der Anschlussstelle Rodenkirchen der Bundesautobahn 555. 2016/17 wurde sie abgebrochen.

## Geschichte
Die Villa entstand als Landhaus für den Bauherrn Alfons Mauser (1904–1986:240), einen Metallwarenfabrikanten, wie zahlreiche Bauten im Hahnwald nach einem Entwurf des Kölner Architekten Theodor Merrill. Als Gartenarchitekt wirkte dessen Vater, Hervey Cotton Merrill (1862–1953:240). In den Entwurf flossen zwei frühere Planungen Merrills aus der zweiten Hälfte der 1920er-Jahre ein. Er wurde seinerzeit in der Fachzeitschrift Moderne Bauformen dokumentiert und gewürdigt. Das Haus lässt sich der ersten Bebauungsphase der Villenkolonie Hahnwald zurechnen.:141
1970 erwarb die Republik Niger das Anwesen und richtete dort die Residenz ihres Botschafters in der Bundesrepublik Deutschland am Regierungssitz Bonn ein. In Folge der Verlegung des Regierungssitzes nach Berlin (1999) zog die Botschaft 2006 dorthin um. Die vormalige Residenz stand seitdem leer, befand sich aber weiterhin im Besitz von Niger. Der Rheinische Verein für Denkmalpflege und Landschaftsschutz stufte das Gebäude als denkmalwert ein. Die Bezirksvertretung Rodenkirchen behandelte den Fall im Mai 2012 und beauftragte die Stadtverwaltung, die Unterschutzstellung des Gebäudes zu prüfen. In Folge stand das Anwesen zum Verkauf und wurde bis September 2017 abgebrochen.

## Architektur
Das Haus Birkhof, mit etwa 60 m Entfernung deutlich von der Straße zurückweichend, verfügte über eine weiße Backsteinfassade. Die in besonderer Weise an englischen Landhäusern orientierte Westseite des Anwesens diente als Gartenfassade, die Ostseite nahm den Eingang auf. Erstere wies an der Stelle des zum Teil hallenartigen Hauptwohnraums einen in zwölf als Fensteröffnungen ausgebildete Raster unterteilten, übergiebelten  Risalit auf.:141